# Olivier Goyet
Olivier Goyet ist ein französischer Musiker aus Marseille.

## Werdegang
Goyet agiert als professioneller Musiker, Performancekünstler, DJ, Remixer und unabhängiger Musikproduzent für die Medien- und Eventbranche sowie die Spiel- und Unterhaltungsindustrie. Er hat vier eigene Alben herausgegeben, darunter drei als Dead Beat Project mitunter durch Aesthetic Death Records, sowie als O.S. ein Album als Musikdownload.
Er war Keyboarder von Bands wie Esoteric und Dark Orange. Später arbeitete er als Komponist und Performer für die Performing-Arts-Gruppe Gwam The Artists sowie an weiteren eigenen Studioproduktionen. Mit der Performancekünstlerin und Tänzerin Gwam gründete Goyet die Alliance for Art Science and Nature als dauerhaftes Kunstprojekt, das mit unterschiedlichen Künstlern und Wissenschaftlern kooperiert, um dem Publikum Respekt vor der Umwelt nahezubringen. Aus diesem Projekt entstand im August 2009 die Performance R’Evolution = Evolution, Rêve, Révolution in Montpellier. Die von Goyet live eingespielte Musik der Performance wurde 2011 als zweites Album des Dead Beat Project R’evolution veröffentlicht.

## Diskografie
Mit Dark Orange
- 2011: Clouds, Paperships and Fallen Angels (Album, Kalinkaland Records)

Mit Dead Beat Project
Mit Esoteric
- 2008: The Maniacal Vale (Album, Season of Mist)

Mit O.S.
- 2013: Alchemic (Album, AD Music Records)